# 栄県 (遼寧省)
栄県（えい-けん）は中華人民共和国遼寧省にかつて存在した県。現在の瀋陽市康平県北東部に相当する。
遼代に栄州が降格され栄県が設置された。元代に廃止されている。